# Pischtschanka (Nowomoskowsk)
Pischtschanka (ukrainisch Піщанка; russisch Песчанка Pestschanka) ist ein Dorf in der Ukraine mit 4200 Einwohnern (2006).
Das im frühen 18. Jahrhundert gegründete Dorf liegt in der zentralukrainischen Oblast Dnipropetrowsk im Rajon Nowomoskowsk auf dem linken Ufer der Samara, einem Nebenfluss des Dnepr. Am gegenüberliegenden Ufer liegt das Rajonzentrum Nowomoskowsk.
Durch das Dorf laufen die Fernstraßen M 04 / E 50 und M 18 / E 105. Nördlich von Pischtschanka liegt das Dorf Orliwschtschyna.

## Verwaltungsgliederung
Am 26. Dezember 2017 wurde das Dorf zum Zentrum der neugegründeten Landgemeinde Pischtschanka (Піщанська сільська громада/Pischtschanska silska hromada). Zu dieser zählen auch die Siedlung städtischen Typs Melioratywne und 7 in der untenstehenden Tabelle aufgelisteten Dörfer, bis dahin bildete es zusammen mit den Dörfern Jahidne, Nowoseliwka und Sokolowe die gleichnamige Landratsgemeinde Pischtschanka (Піщанська сільська рада/Pischtschanska silska rada) im Süden des Rajons Nowomoskowsk.
Folgende Orte sind neben dem Hauptort Pischtschanka Teil der Gemeinde:
| Name                     | Name         | Name                           |
| ukrainisch transkribiert | ukrainisch   | russisch                       |
| ------------------------ | ------------ | ------------------------------ |
| Jahidne                  | Ягідне       | Ягодное (Jagodnoje)            |
| Melioratywne             | Меліоративне | Мелиоративное (Melioratiwnoje) |
| Nowoseliwka              | Новоселівка  | Новосёловка (Nowosjolowka)     |
| Nowotrojizke             | Новотроїцьке | Новотроицкое (Nowotroizkoje)   |
| Orliwschtschyna          | Орлівщина    | Орловщина (Orlowschtschina)    |
| Pidpilne                 | Підпільне    | Подпольное (Podpolnoje)        |
| Sokolowe                 | Соколове     | Соколово (Sokolowo)            |
| Snameniwka               | Знаменівка   | Знаменовка (Snamenowka)        |